# Aldaíza Sposati
Aldaíza de Oliveira Sposati (São Paulo, 10 de agosto de 1944) é uma assistente social, professora, pesquisadora e ativista brasileira. É reconhecida por seu trabalho no campo da assistência social e sua luta pelos direitos sociais no Brasil, que a levou a ocupar cargos públicos, como o de vereadora na Câmara Municipal de São Paulo e de secretária municipal das Administrações Regionais e de Assistência Social em diferentes gestões da Prefeitura Municipal de São Paulo. 

## Biografia e carreira
Aldaíza Sposati nasceu na capital do estado de São Paulo, em 1944. Aos 19 anos, ela ingressou no curso de Serviço social na Pontifícia Universidade Católica de São Paulo (PUC-SP). Ela fez sua graduação em uma época de forte ebulição do movimento estudantil durante a ditadura militar. 
Após se formar em 1966, quando concluiu o curso com um estudo sobre o atendimento das mães solteiras por maternidades gratuitas de São Paulo, Aldaíza se aprofundaria nos estudos do campo de serviço social na própria PUC-SP, tendo concluído o seu mestrado nesse mesmo campo de estudos, em 1976, com uma dissertação sobre o papel do ensino do planejamento na formação dos profissionais de assistência social, em que foi orientada pela professora Myrian Veras Baptista, e, por fim, concluiu o seu doutorado também em serviço social no ano de 1986, com uma tese doutoral com título "História da pobreza assistida em São Paulo", em que foi orientada pelo professor Evaldo Amaro Vieira.
Ingressa na carreira docente ainda nos anos 1960, no ensino básico em escolas municipais de São Paulo, porém, será no início da década de 1970 que Aldaíza Sposati se torna professora no curso de Serviço Social da PUC-SP. Nessa instituição de ensino, ela viria a se tornar professora titular no seu Programa de Pós-graduação stricto sensu em Serviço Social, onde, além de ministrar aulas, orientaria dissertações de mestrado e teses de doutorado, e, também, coordena o Núcleo de Estudos e Pesquisas em Seguridade e Assistência Social (NEPSAS).
Entre o final dos anos 1980 e o início da década de 1990, no governo de Luiza Erundina em São Paulo, ela exerceu o cargo público de Secretária Municipal das Administrações Regionais.
Durante as eleições municipais de 1992, Aldaíza Sposati foi eleita vereadora do município de São Paulo pelo Partido dos Trabalhadores (PT), com 10.522 votos.
Ela desempenharia o mandato parlamentar, como vereadora pelo PT, na Câmara Municipal de São Paulo entre 1993 e 2004.
Na década de 2000, ela volta a ocupar um cargo no Poder Executivo, quando foi nomeada, em 2002, para ser Secretária Municipal de Assistência Social na gestão municipal da prefeita Marta Suplicy.
Após essa atuação na política institucional, vai a Portugal, onde fez estudos de pós-doutoramento na Faculdade de Economia da Universidade de Coimbra, sob a supervisão do professor português Boaventura de Sousa Santos.
Entre 2013 e 2016, foi conselheira do Conselho da Cidade de São Paulo.

## Principais Obras
- 1988 - Vida Urbana e Gestão da Pobreza. São Paulo: Ed. Cortez.[11]
- 1989 - Os direitos (dos desassistidos) sociais. São Paulo: Ed. Cortez. (em coautoria com Maria do Carmo Falcäo e Sônia Fleury Teixeira)[12]
- 1989 - A Metodologia no Serviço Social. São Paulo: Ed. Cortez.
- 1996 - Mapa da Exclusão/Inclusão Social da Cidade de São Paulo. São Paulo: EDUC.[13]
- 1997 - Renda Mínima e Crise Mundial: Saída ou Agravamento?. São Paulo: Cortez.
- 2001 - Cidade em Pedaços. São Paulo: Brasiliense. (em coautoria com José Roberto de Toledo)[14]
- 2004 - Proteção Social de Cidadania: inclusão de idosos e pessoas com deficiência no Brasil, França e Portugal. São Paulo: Cortez.
- 2004 - A Menina LOAS: um processo de construção da Assistência Social. São Paulo: Cortez.
- 2010 - Topografia Social da Cidade de João Pessoa. João Pessoa: Editora Universitária/UFPB.